# Ciudad Jardín (Palma de Mallorca)
Ciudad Jardín es una playa situada en el distrito Playa de Palma de la ciudad de Palma de Mallorca (Islas Baleares, España). Se enclava en la zona central de la bahía de Palma, a escasos kilómetros del centro de la ciudad. Mide 450 metros de longitud por 35 metros de ancho. Su ocupación es elevada, sobre todo durante los meses de julio y agosto. En 2008 la playa fue galardonada con la bandera azul por su limpieza y por poseer acceso para discapacitados.

## Localización
La playa de Ciudad Jardín se encuentra situada entre los barrios de El Molinar y Coll de Rabasa, en el distrito Playa de Palma de la capital balear. Se puede llegar hasta ella por carretera, ya sea mediante la Autovía de Levante o por la Calle Llucmajor; varias líneas de la Empresa Municipal de Transportes de Palma de Mallorca acceden a la playa, como la 15 (Plaza de la Reina - El Arenal), 25 (Arenal por Autopista) o 30 (Plaza de España - Can Pastilla).

## Características generales
Mide 450 metros de longitud por 35 de ancho. Presenta un nivel de ocupación elevado, sobre todo durante los meses de verano, aunque más por gente de la zona que por turistas. Durante la víspera de San Juan, el 23 de junio, es cuando registra el número máximo de visitantes. Sus arenas son blancas, las aguas poco profundas y el oleaje es moderado, cuenta con un paseo marítimo, duchas, teléfono público, aparcamiento urbano, alquiler de hamacas y papeleras; no dispone de baños ni zonas habilitadas para el buceo.
Justo al lado de la playa hay un paseo marítimo peatonal que cuenta con un carril bici. Se extiende desde el puerto de Palma hasta El Arenal de Llucmajor. En este paseo hay dos bares que venden helados, bebidas y un pequeño menú. El primero se encuentra en la zona más occidental de la playa, mientras que el segundo se encuentra en una zona más oriental, junto a un parque infantil.
Además, la playa cuenta con dos hoteles (el número de extranjeros en la playa es escaso, ya que son los locales donde acuden) ambos pertenecientes al grupo inmobiliario Rustic, que además ha hecho la mayoría de edificios y chalets del barrio. Los dos hoteles son pequeños, pueden alojar alrededor de unas treinta personas, y cuentan sólo con dos o tres alturas. El primero, el más reciente, de un azul intenso y de líneas y arquitectura más moderna y austera, se encuentra también en la parte occidental de la playa. El segundo, de arquitectura que imita a la árabe, con jardines muy cuidados, más antiguo, pero, según mucha gente, más bonito y elaborado que el otro, se encuentra en una zona intermedia de la playa.

## Galería

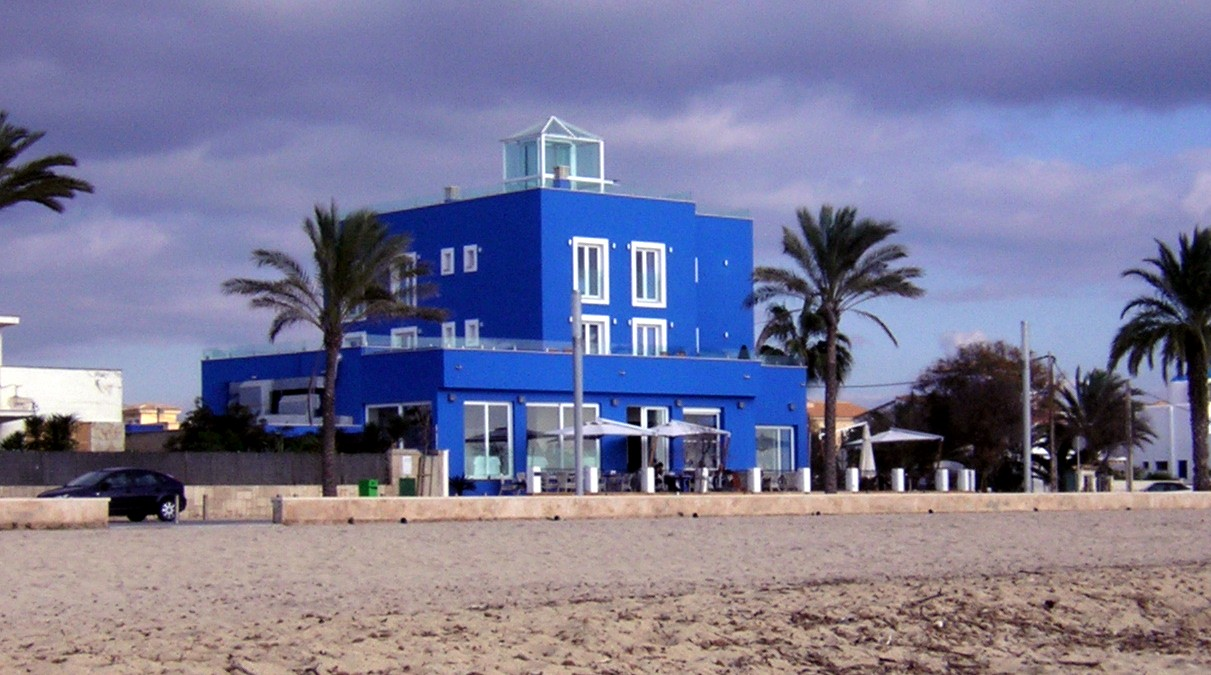
Hotel Azul Playa.
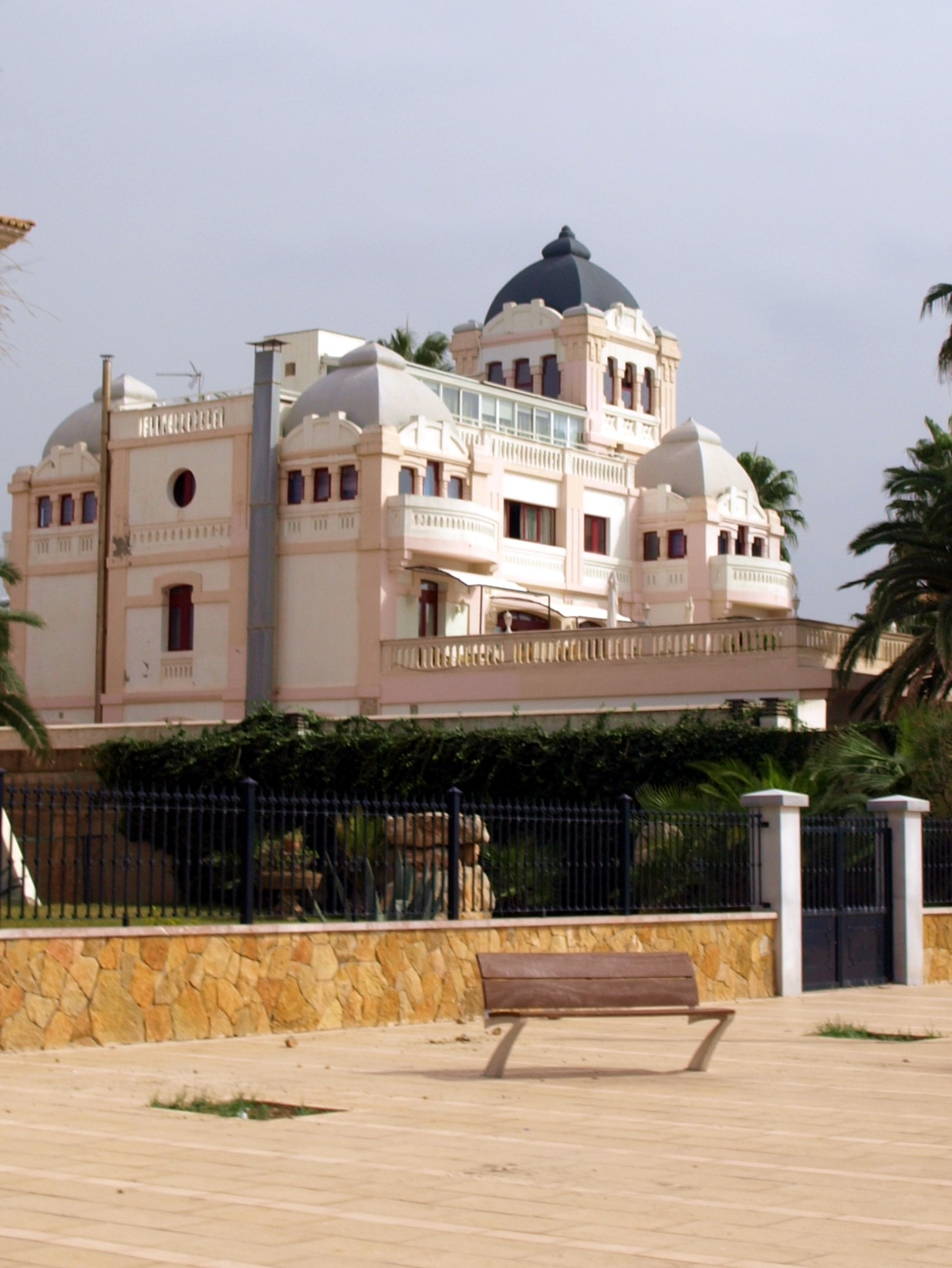
Hotel Ciudad Jardín.
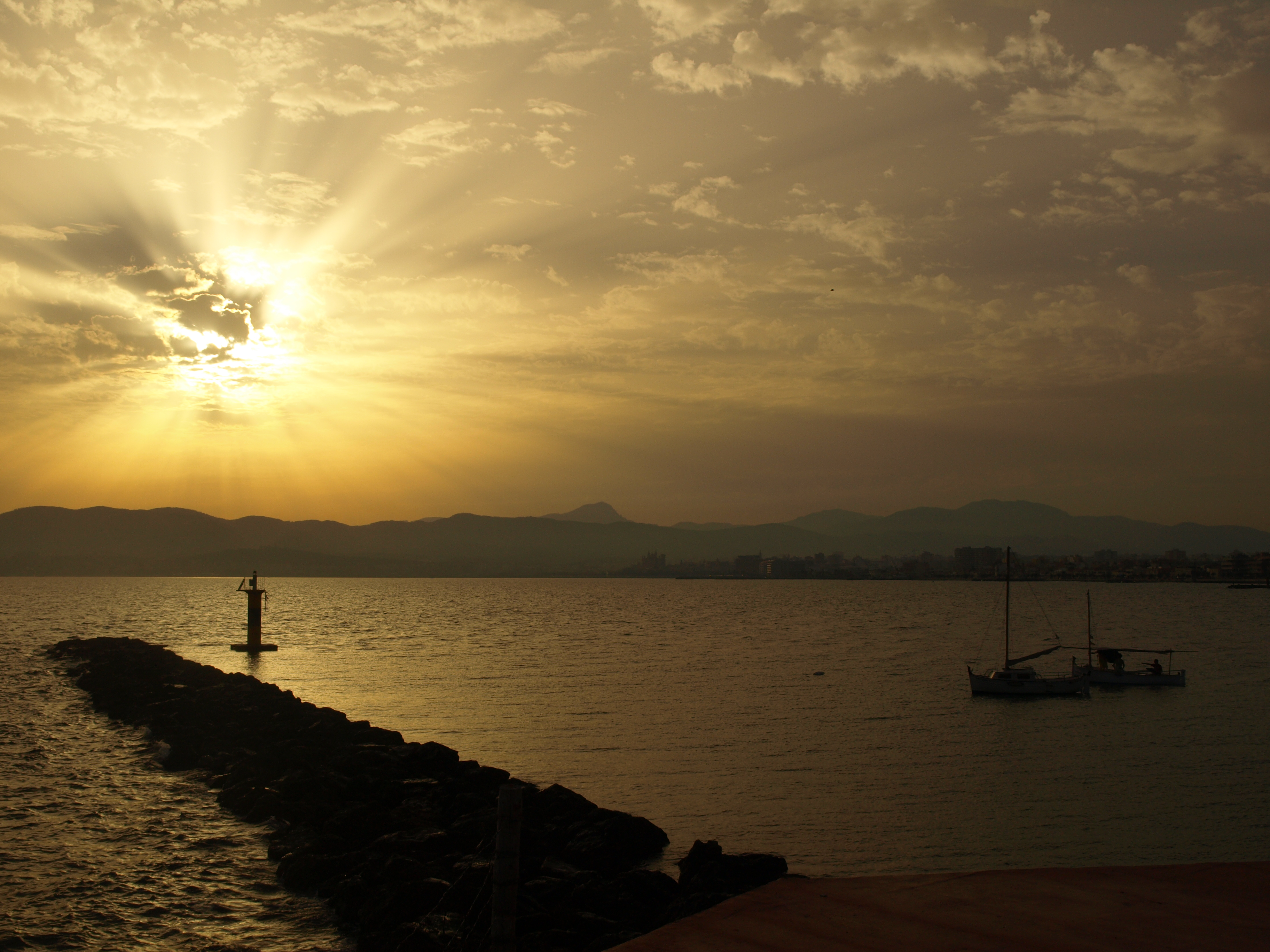
Puesta de Sol desde El Peñón de Ciudad Jardín.
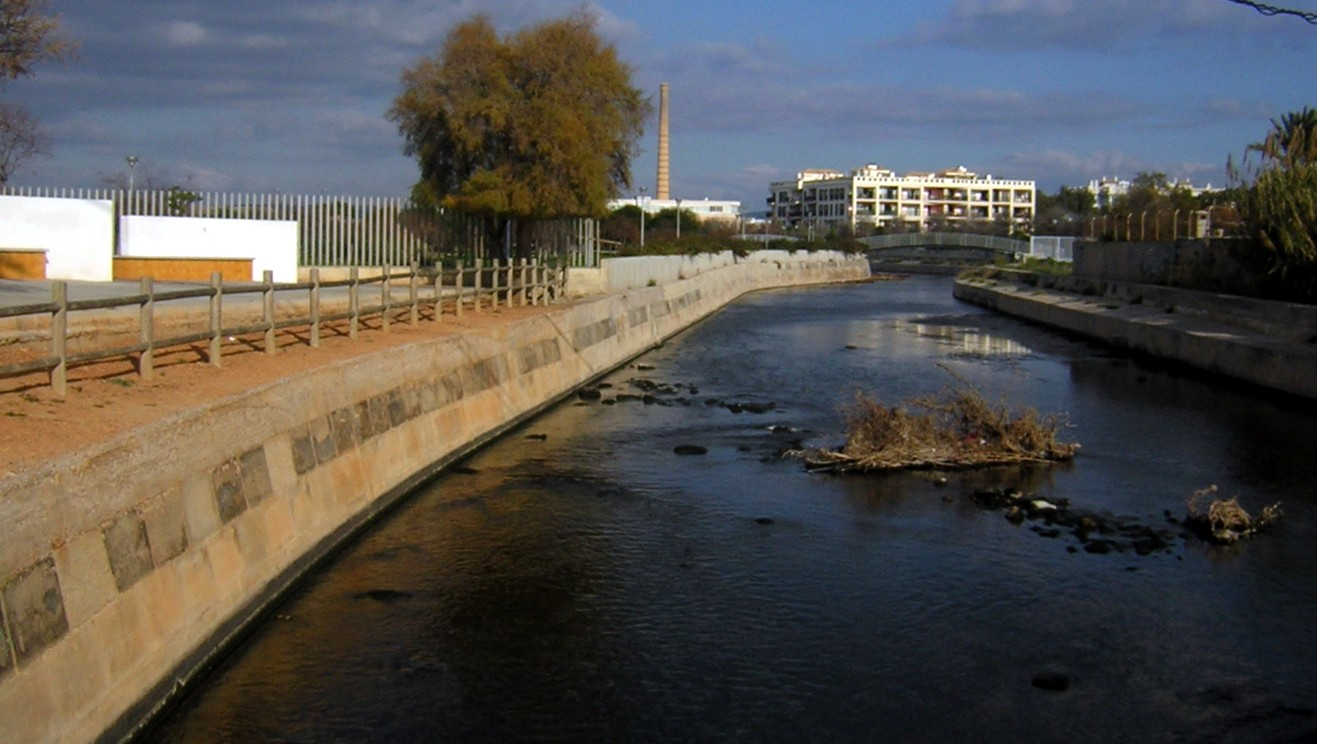
Desembocadura del Torrente Gros en Ciudad Jardín.
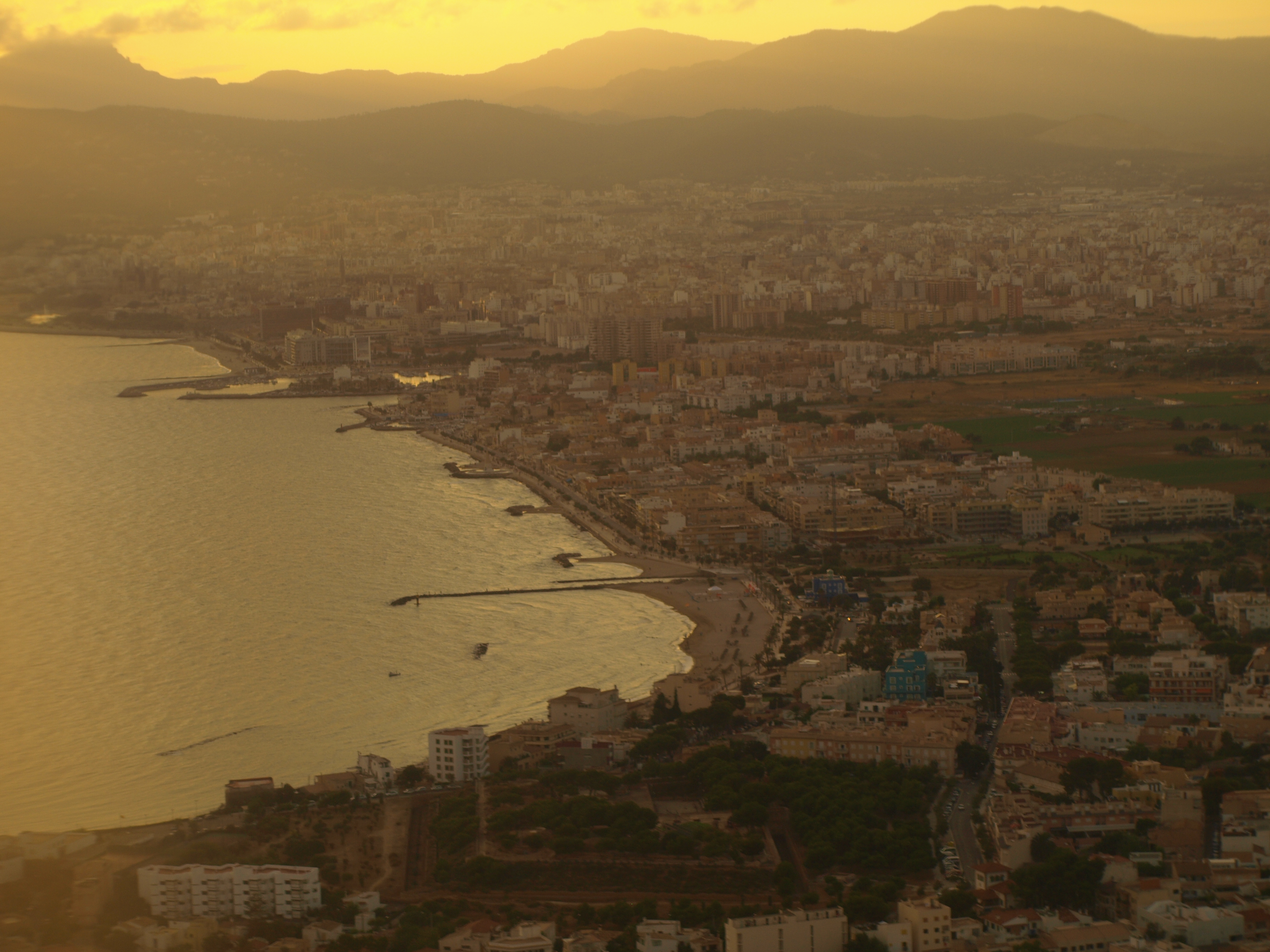
Vista aérea de Ciudad Jardín y parte de Palma de Mallorca.